# Hopfen und Malz
Hopfen und Malz (französischer Originaltitel: Les Maîtres de l'orge, dt. Meister der Gerste) ist eine frankobelgische Comicserie von Jean Van Hamme und Francis Vallès. In sieben Ausgaben wurde diese erstmals von 1992 bis 1999 beim Verlag Glénat veröffentlicht. Eine deutschsprachige Veröffentlichung dieser Alben erschien von 1994 bis 2000 bei comicplus+. 2001 folgte der Sonderband Die Steenforts (Les Steenfort) zum Abschluss der Saga. 2016 bis 2017 veröffentlichte comicplus+ eine gebundene, dreiteilige deutschsprachige Gesamtausgabe, in einer einmaligen Auflage von je 1.000 Exemplaren.

## Entstehung und Hintergründe
In Belgien, einem Land mit reicher Bierkultur, suchte der Fernsehsender TF1 1980 einen Autor, der sich des Themas annimmt. Den Zuschlag erhielt der Autor Jean Van Hamme für seinen Entwurf, das Leben einer belgischen Brauerdynastie von 1854 bis in die Gegenwart darzustellen. Der Sender zögerte mit einer Umsetzung. Eine Verwertung des Materials war Van Hamme nicht möglich, da er, zu seinem Bedauern, die Rechte, auch an einer Buchveröffentlichung, auf unbestimmte Zeit, abtrat.

„Nachdem ich mein Skript eingereicht hatte, passierte erst einmal gar nichts, aber das ist bei Film und Fernsehen nicht unüblich. Jahre vergingen. 1987 wurde TF1 privatisiert, und damit schien die Sache erledigt zu sein. Das Drehbuch hatte mich viel Arbeit in der Recherche gekostet, und ich ärgerte mich, dass ich die Geschichte nicht in dem Bereich verwenden konnte, dem ich mich inzwschen zugewandt hatte, dem Comic.“

1990 setzte sich Van Hamme über diese Abmachungen hinweg und begann, basierend auf seinem Stoff, mit dem Ausarbeiten eines Comicskiptes. Damit wandte er sich an den Verlag Glénat, seinerzeit bekannt für Comics mit historischen Themen, der ihm den Zeichner Francis Vallès empfahl. Von diesem veröffentlichte Glénat bereits die unlängst abgeschlossene Serie Dorian Dombre.

„Glénat hat uns zusammengebracht. Ich hatte gerade «Dorian Dombre» beendet und war frei. (...) Ich erhielt zunächst ein Exposé von «Les Maîtres de l'orge» und war sehr angetan, nicht nur, weil ich die Geschichte interessant fand, sondern auch, weil es zwischen den Alben einen Zeitsprung von 20, 30 Jahren geben sollte. Die Hauptfiguren änderten sich also, bzw. alterten. Das hat für mich den Ausschlag gegeben.“

Die Zusammenarbeit der beiden begann 1991, beinhaltete zu Recherchezwecken auch den Besuch belgischer Brauereien. Aufgrund der geplanten Schaffung von zunächst sieben Alben, bediente sich Jean Van Hamme der Erzählform des Zyklus. Jedes Album spielte in einer anderen Zeit, mit alternden Protagonisten oder deren Nachkommen, in einer sich verändernden Welt unter verschiedenen gesellschaftlichen und politischen Verhältnissen.
Als Koloristin stieß Marie-Paule Alluard hinzu. Ab 1992 begann die Veröffentlichung des Comics, vor dem Album dabei als Vorabdruck in der französischen Comiczeitschrift Vécu. Durch Eckart Sackmann entstand eine Übersetzung ins Deutsche, die ab 1994 erschien. Für den französischen Markt veröffentlichte Glénat 2014 eine Neuauflage der Alben mit neu gezeichneten Titelbildern.

## Handlung
Jedes Album bezieht sich vor allem auf die titelgebende Figur. Zu Beginn der Handlung werden jeweils politische und gesellschaftliche Ereignisse und wichtige Gegebenheiten der Zeit, sowie aktuelle Entwicklungen im Brauwesen geschildert, beispielsweise die Erfindung der Kältemaschine, die Entwicklung des Lagerbieres oder die Erforschung der Bierhefe.

### Charles, 1854
Charles Steenfort lebt als grüblerischer Einzelgänger als Novize in einem Kloster in den Ardennen. Neben der täglichen Arbeit und dem Beten wird der von seinem Großcousin Joseph in der klostereigenen Brauerei der Braukunst unterwiesen. Dem Abt entgeht nicht, das Charles zwar Interesse für das Brauen zeigt, aber seine klösterlichen Pflichten, wie auch das Erlernen der lateinischen Sprache, vernachlässigt. Joseph verweist darauf stets auf das junge Alter von Charles. Jenseits der Klostermauern, etwa bei einem Badeausflug oder Holzarbeit im Wald, begegnet Charles mehrmals der schönen Adrienne. Diese macht sich einen Spaß daraus, den schüchternen und unbeholfenen Novizen zu necken, macht jedoch kein Geheimnis aus ihrer Sympathie. Beide kommen sich näher und immer häufiger schleicht sich Charles nun aus dem Kloster um heimlich Adrienne zu treffen. Charles erklärt zwar, er sei nur ins Kloster, um Armut und Hunger zu entfliehen, dennoch sträubt er sich noch gegen Adriennes Vorschlag, gemeinsam fortzugehen. Eines Tages werden beide beim Liebesspiel vom Abt ertappt.
Nach seinem Rauswurf aus dem Kloster, kehrt Charles in sein Heimatdorf Dorp zurück. Dort trifft er auf seinen niederländischen Jugendfreund Franz Texel. Dieser erbte nach dem Tod seines Vaters eine stattliche Summe und dessen großes Anwesen, zu dessen Verkauf ihn der örtliche Brauereibesitzer De Ruiter überreden will. Als Magnat gilt De Ruiter als Herr des Dorfes, der größte Teil der Einwohner arbeitet für ihn, die von ihm jedoch ausgebeutet werden und unter kümmerlichen Verhältnissen leben. Charles überredet Franz, selbst Bier zu brauen. Im Kloster habe er die nötigen Kenntnisse und Fertigkeiten erlangt, Franz besäße das nötige Startkapital. Sie erwerben die Liegenschaft des erfolglosen, verstorbenen Kleinbrauers De Lembeek. Charles sieht sich als Idealist, er kennt die Verhältnisse, unter denen die Angestellten von De Ruiters Brauerei arbeiten und leben müssen. De Ruiter sind diese Pläne nicht entgangen. Er beauftragt Louise, Charles' älteren Bruder, der bereits gereizt auf dessen Rückkehr reagierte, diesem diese Pläne auszureden.
Louise scheitert damit, Charles das Brauen auszureden. Er kann sich aber auch nicht seinem Herrn widersetzen, da er mehrere Kinder zu versorgen habe. Dies gipfelt in einer körperlichen Auseinandersetzung zwischen den Brüdern. Die ersten Versuche von Charles und Franz, ein gutes Bier zu brauen, scheitern. Auch da ihnen, unter dem Druck von De Ruiter, nur verdorbener Hopfen und schlechtes Malz verkauft wurde. Beide kaufen ihre Zutaten fortan auswärts, was die finanziellen Reserven von Franz auffrisst. Das Bier bessert sich, wird aber nicht überragend. Um dies zu ändern, schleicht sich Charles in sein früheres Kloster, um dort Hefe zu stehlen, wobei Joseph den Dieb zu erkennen glaubt. Er holt seine Geliebte Adrienne zu sich, die immer noch als billige Arbeitskraft unter ihrem Onkel schuften musste. Franz verliert zunehmend die Geduld aufgrund der finanziellen Not und Charles' Perfektionismus, bis dieser ihm die Teilnahme an der Brabanter Messe vorschlägt, wo bei einem Wettbewerb das beste Bier mit 800 Francs in Gold prämiert wird. De Ruiter, der sich selbst nicht die Finger schmutzig machen möchte, übt weiter Druck auf Louise aus. Er versagt diesem finanzielle Hilfe bei dessen an Pneunemie erkrankter Tochter, bis diese „innerfamiläre“ Angelegenheit geklärt sei. Ein nächtlicher Versuch von Schergen, die Brauanlagen zu zerstören, scheitert jedoch. Louise' Tochter Denise stirbt, wofür der Charles die Schuld gibt.
Tatsächlich gibt es auf der Brabanter Messe dieses Mal zwei Gewinner. Den Dauersieger „Speciale Dorp“ aus der Brauerei Alfred De Ruiters sowie das Bier der Brauerei Texel und Steenfort. De Ruiter scheint dies anzuerkennen. Er sucht Charles auf, um diesem ein Angebot zu unterbreiten. Selbst ohne männlichen Nachkommen und angesichts seines Alters, bietet er Charles die Leitung seiner Brauerei an, und ihm zudem alles über Produktion und Verkauf zu lehren. Franz solle er einfach die 400 Francs überlassen. Charles ist bewusst, dass dies eine Falle sein könne, von daher bietet ihm De Ruiter die Hand seiner Tochter an, um diesen Pakt zu besiegeln. Bei der folgenden Vermählung stürzt die aufgelöste Adrienne in die Kirche. Er dürfe sie und ihre Liebe nicht für eine Brauerei verkaufen, sie trage sein Kind im Bauch. Ungerührt wird die verzweifelte und fluchende Adrienne der Kirche verwiesen und Charles heiratet Elise De Ruiter.

### Margrit, 1886
Unter der Führung von Charles ist die Steenfort-Brauerei zu beachtlicher Größe angewachsen, mit einem Jahresausstoß von 30.000 hl. Dennoch scheint der gealterte Charles seine jugendlichen Ideale vergessen zu haben. Er wandelte sich zu einem schlimmeren Ausbeuter, als sein Vorgänger und Schwiegervater De Ruiter. Er unterdrückt jegliche Arbeiterbewegung und missbraucht und nötigt junge weibliche Arbeiterinnen sexuell. Da seine Ehe mit Elise De Ruiter kinderlos blieb, adoptierte er Noël, den Sohn seines Bruders, der von ihm aber geringgeschätzt wird. Dieser kehrt aus München zurück, wo er neueste Techniken der Braukunst erlernen sollte. Noël berichtet Charles von der neuen Kältemaschine, sowie neuen untergärigen Biersorten, wie dem Münchner Hell oder Pilsner Bier. All dies weckt Charles' Interesse, da diese Technik und Biersorten in Belgien bislang unbekannt waren und er darin Potential zur Vergrößerung sieht. Allerdings ist er nach wie vor nur Leiter der Brauerei, während seine Frau Elise die Besitzerin dieser ist, die sich allerdings gegen dieses „deutsche Bier“ sträubt. Die Ehe ist längst zerrüttet, zusätzlich wird diese belastet, als ihnen Noël seine Frau präsentiert, die junge Deutsche Margrit, die er überstürzt eine Woche zuvor in München heiratete.
Die aufkeimende Arbeiterbewegung und Streiks verärgern Charles, während Noël durchaus Verständnis für die Nöte der Arbeiter zeigt. Charles hat Probleme, die geplante Vergrößerung und Umstellung der Brauerei gegen den Willen seiner Frau durchzusetzen. Zudem bedrängt er die attraktive Margrit. Als ein Arbeiteraufstand vom Militär blutig niedergeschlagen wird und es daraufhin zu Streiks kommt, scheinen seine Pläne gescheitert. Aus Trotz schließt er die Brauerei, zerstört die Brauanlagen und scheidet aus dem Betrieb aus. Ohne nennenswerte Mittel begibt er sich in die alte Brauerei seiner Jugend auf dem verlassenen, inzwischen verfallenen Texelanwesen und schwelgt dort in Erinnerungen an Adrienne und Franz. Margrit sucht ihn auf und es kommt zu einer Affäre zwischen beiden. Aufgrund seines Leumunds und unter dem Rat von Margrit schafft er es, dort eine neue Brauerei zu errichten. Da er die Arbeiter besser bezahlt und die Arbeitszeiten senkt, floriert diese rasch. Auch die neuen Biersorten werden in Belgien gut angenommen. Eines Tages wird Margrit von einem jungen Mann aufgesucht, der sich als Pieter Texel zu erkennen gibt. Er sei der Sohn von Franz und Adrienne, die in Holland heiraten und völlig verarmt starben. Franz habe ihn als Sohn anerkannt, tatsächlich sei er aber der Sohn von Charles, der die schwangere Adrienne verließ. Als Texel erhebe er nun aber Anspruch auf die Brauerei, die Besitzurkunde des Grundstückes weist er ihr vor. Margrit erkennt das Dilemma. Nachts verführt sie Pieter und nutzt die Gelegenheit, dem Schlafenden die Besitzurkunde zu stehlen und zu verbrennen. Pieter sieht keinen anderen Ausweg, als nun die ihm gebotene stattliche Summe und den Vorschlag, nach Amerika auszuwandern, anzunehmen. Noch im Hafen schwört er, eines Tages zurückzukommen, um die Brauerei und das Haus Steenfort zu vernichten. Als Charles zurückkehrt, erzählt Margrit ihm nichts von Pieter und der Geschichte. Sie verbringt eine letzte Nacht mit Noël, ehe sie diesen endgültig für Charles verlässt, dem sie bald den Sohn Adrien gebärt.

### Adrien, 1917
Seit drei Jahren tobt der Erste Weltkrieg und Belgien steht unter deutscher Besatzung. Die Brauereien leiden unter Rohstoffmangel, weshalbt der Ausstoß stark gedrosselt werden musste oder das Brauen nur mit alternativen Rohstoffen, wie Hafer, möglich ist. Charles ist längst verstorben, weshalb Margrit nun die Brauerei leitet. Als gebürtige Deutsche nutzt sie ihren Charme und Einfluss bei den deutschen Besatzern, um den Fortbestand der Brauerei zu retten. So verhindert sie etwa, dass Sudkessel und Läuterbottiche des Kupfers wegen abtransportiert und eingeschmolzen werden.
Adrien steht indes als Sanitätsoffizier für die belgische Armee an der Front. Als Halbdeutscher zögerte er stets, sich einer Gefechtseinheit anzuschließen, was von Vorgesetzten kritisch beäugt wird. Aufgrund seiner Sprachkenntnisse soll er in feindlicher Uniform spionieren, was er aus moralischen Gründen ablehnt. Von seinen Vorgesetzten wird er daraufhin degradiert und auf ein Himmelfahrtskommando geschickt.
Auch privat ist bei Margrit nun Schmalhans Küchenmeister. Der zuständige Intendant, der ihr wohlgesonnene Baron von Landau, wird, aufgrund seiner zu bevölkerungsfreundlichen Art, abgezogen und durch den grausamen von Bissfeld ersetzt, der kein Mitgefühl zeigt und die Brauerei schließen lässt.
Adrien gerät in eine Schlacht, in der die Belgier schwere Verluste erleiden. Adrien, für den diese Schlacht das Todesurteil sein sollte, wird verletzt gefangen genommen. Beim Verhör trifft er auf den deutschen Offizier Helmut Stroem, den Inhaber einer kleinen Brauerei in Hamburg. Als dieser erfährt, dass auch Adrien Brauer ist, steht er ihm interessiert und wohlgesonnen gegenüber. Bei einem gemeinsamen Abendessen, gegen Adriens Ehrenwort ohne Wachen, tauschen sie Anekdoten aus. Stroem präsentiert ihm ein Fotoalbum über seine Brauerei, dass schon sein Großvater und Vater führten. Zu seinem Entsetzen erblickt Adrien darin ein Photo einer in Brauerkreisen bekannten jungen Münchner Prostituierten, seiner Mutter Margrit. Dem Nervenzusammenbruch nahe, ergreift Adrien Stroems Waffe. Sein Ehrenwort sei nichts mehr wert, denn er habe nun keine Ehre mehr. Er schlägt Stroem nieder und flieht in deutscher Uniform.
In Dorp formiert sich eine Partisanengruppe unter Servais, dem Vorarbeiter der Brauerei, der die Lagertanks der geschlossenen Brauerei als Waffenversteck nutzt, ohne das Wissen von Margrit. Die Brauerei wird von den Besatzern gestürmt und zahlreiche Partisanen werden erschossen oder gefangen genommen, darunter auch Servais. Um diesen vor seiner Hinrichtung zu retten, wird Margrit von General von Bissfeld misshandelt, muss sich fortan demütigen und vergewaltigen lassen. Auch von den Einwohnern schlägt ihr offener Hass entgegnen, da sie ihr, als Deutsche, Verrat und Kollaboration unterstellen, unwissend, welche Opfer sie gibt.
In einem Lazarett verliebt sich Adrien in die französische Krankenschwester Rose. Noch während er an der Front steht, erscheint die hochschwangere Rose bei Margrit und bringt dort Adriens Kind zur Welt. Zwischen Margrit und von Bissfeld kommt er in der Brauerei zu einer letzten Auseinandersetzung. Sie versucht, ihn in einem Gärbottich zu ertränken und erdrosselt ihn schließlich mit einer Kette. Aufgebrachte Einwohner verüben daraufhin Selbstjustiz an unbescholtenen deutschen Soldaten und ergreifen auch Margrit. Während sie ihr den Kopf scheren, erscheinen Servais und befreite Partisanen und beenden das Treiben. Der Krieg endet und auch Adrien kehrt zurück.

### Noël, 1932
Die anhaltende Weltwirtschaftskrise macht auch vor den belgischen Brauereien nicht halt. Ab 1930 schließt fast die Hälfte der Brauereien im Land binnen zehn Jahren. Auch Adrien Steenfort, inzwischen Vater von einem Sohn und drei Töchtern, erwirbt fremde Brauereien bei Zwangsversteigerungen für lachhafte Summen, nicht zum Erhalt, sondern um Konkurrenz endgültig auszuschalten. Das Leid der arbeitslosen Arbeiter ist ihm gleichgültig. Zu diesem Zweck dient ihm sein neuer kaufmännischer Direktor, der charmante und zwielichtige Leopold Garcin. Adrien möchte auf den ausländischen Markt drängen. Deutschland und die Niederlande erscheinen aufgrund der einheimischen Brauereien als unattraktiv und riskant, Frankreich schränkte den Import aufgrund der Krise stark ein. Adrien hat ein Auge auf die Grenzbrauerei Leroi geworfen. Da sich eine deren beiden Braustätten in Frankreich befindet, fällt diese nicht unter die Exporteinschränkung. Leroi weigert sich aber entschieden zu verkaufen. Garcin verführt daraufhin dessen Sekretärin, die ihm unbedarft über Steuerhinterziehungen berichtet, bis sich Leroi zum Verkauf genötigt sieht. Garcin hat jedoch andere Pläne. Als Rexist soll er Adrien beeinflussen und in die Politik drängen. Die Rexisten sehen im charismatischen, aber auch skrupellosen Industriellen Adrien ein nützliches Werkzeug. Adrien hat zunächst wenig Interesse, lässt sich aber zur Bürgermeisterkandidatur überreden, dem Einstieg zu einem künftigen Ministeramt. Der Wahlkampf, nach amerikanischem Muster, scheint erfolgreich zu sein. Auch hält er antisemitische, antikommunistische Reden, zum Gefallen der Rexisten. Viele Arbeiter stehen dem „Faschisten“ Adrien aber ablehnend gegenüber, wohinter vor allem der Einfluss Servais' steht. Garcin soll sich jeglicher Probleme annehmen. Servais entgeht knapp einem Mordanschlag in der Brauerei, als er fast in einem Lagertank ertrank. Allmählich scheint die Wahl Adriens gesichert. Margrit beobachtet die Wandlung Adriens mit Sorge. Ihr ist auch nicht entgangen, dass seit Adriens Rückkehr aus dem Krieg, ein gespanntes Verhältnis herrscht. Sie konfrontiert Adrien, er solle für sich selbst denken und sich nicht von den Rexisten vereinnehmen lassen. Im Streit rutscht Adrien heraus, von einer Hure brauche er sich nichts sagen lassen. Margrit erkennt den Grund für die anhaltende emotionale Distanz. Ohne zu wissen, woher Adrien diese Information habe, erwidert sie, ohne ihren „Hurenarsch“ hätte er gar keine Brauerei und allein ihr „Hurenarsch“ sei der Grund für den Erfolg. Obwohl Adrien versucht, sich zu entschuldigen, verlässt sie zutiefst gekränkt das Anwesen und zieht zu Noël. Ihre Ehe wurde nie geschieden. Sie möchte ihn über ihre Vergangenheit in München aufklären, doch er wiegelt ab. Er sei damals nicht so naiv gewesen, wie von vielen angenommen. Er wusste über ihr Dasein als Kurtisane, habe sie aber dennoch aufrichtig geliebt. Dies rührt Margrit zu Tränen, die fortan bei Noël bleibt.
Adrien gibt der Konflikt mit seiner Mutter zu denken. Er hinterfragt verschiedene Vorfälle, Servais' „Unfall“, den vermeintlichen Diebstahl eines kritischen Arbeiters, und kommt zum Schluss, nicht mehr zur Bürgermeisterwahl anzutreten. Dieser plötzliche Rückzug aus der Politik verärgert die Rexisten, die ihm diese Missachtung nicht durchgehen lassen wollen. Während der Siegesfeier des bisherigen Bürgermeisters Florent wird Adrien zugetragen, dass seine Brauerei lichterloh in Flammen steht. Entsetzt eilt er zum Feuer, denn, wie jeden Sonntag, befanden sich darin Servais und sein Sohn Charles. Servais sollte dem jugendlichen Charles das Brauerhandwerk lehren. Obwohl außer den beiden sonst keine Arbeiter in der Brauerei waren, konnte nur der schwerverletzte Servais geborgen werden. Am nächsten Tag steht Adrien vor der ausgebrannten Ruine der Brauerei. Er schwört Garcin, den er sofort als Täter zu erkennen glaubt, bittere Rache für den Tod seines Sohnes.

### Julienne, 1950
Auch Belgien erholt sich im Zuge des Marshallplanes vom Zweiten Weltkrieg. Adrien sucht nach wie vor täglich die Ruine der alten Brauerei auf, um den gefangenen Garcin dort zu versorgen und sich an seinem Leid zu ergötzen. Adriens jüngste Tochter Julienne feiert ihren achtzehnten Geburtstag im Kreise der Familie. Die Brauerei Steenfort mauserte sich mittlerweile zur drittgrößten Brauerei Europas, hinter Heineken und Carlsberg, unterhält Braustätten nicht nur in Belgien, sondern auch im Ausland. In den USA gilt inzwischen Texel als größte Brauerei des Landes.
Adrien plant das Unternehmen weiterhin zu vergrößern, durch Brauereiaufkäufe in Spanien, Kanada und im Elsass. Dennoch schwebt ihm vor allem der lukrative US-amerikanische Markt vor. Zu diesem Zwecke plant er eine Fusion mit der schottischen Brauerei Fenton. Den Sohn des Brauereiinhabers, Michael Fenton, empfängt er daher freundlich und erwägt, diesen mit seiner Tochter Julienne zu vermählen. Obwohl Fenton ein attraktiver, höflicher junger Mann ist und Julienne echte Zuneigung entgegenbringt, reagiert diese auf diese Pläne mit Empörung. An der Brauerei zeigte sie stets wenig Interesse, ihre Leidenschaft galt ihrem Archäologiestudium. Zum Schein lässt Adrien weiterhin Detektive ergebnislos nach Garcin im In- und Ausland suchen. Adrien erkennt, dass Garcin zwar sein Gefangener ist, aber er selbst genauso von Garcin gefangen sei. Obwohl Garcin nicht mit ihm spräche, ihm nicht antworte, diene er ihm als Therapie, zum Reflektieren und Sinnieren. Er sei also abhängig von ihm. Dass er die Ruine der alten Brauerei nie abtragen ließ, erklärt sich seine Familie damit, er sähe sie als Mahnmal, oder Grab für seinen Sohn, dessen Leiche nie gefunden wurde.
Adrien wird davon unterrichtet, dass in einer Polizeizelle ein gewisser Stroem nach ihm verlange. Stroem, verwahrlost, vom Leben gezeichnet, einen Arm verlor er beim Volkssturm, erinnert Adrien an sein gebrochenes Ehrenwort. Adrien stimmt zu und hilft ihm wieder auf die Beine, lässt ihn fortan in seiner Brauerei arbeiten. Laut belgischem Recht von 1950, durfte ein Aktionär höchstens 20 % an einem Unternehmen halten. Um seinen Einfluss zu festigen, sprach Adrien seinen drei Töchtern jeweils 20 % zu, während er selbst 5 % hält, im Vertrauen auf starke Familienbande. Obwohl er sie gering schätzt und für Taugenichtse hält, gab er den Ehemännern seiner beiden älteren Töchter zudem leitende Stellen im Betrieb. Von Aktionären werden Adrien nicht nur Mittel zur Vergrößerung versagt, er erfährt auch, dass die amerikanische Texel-Brauerei diese Anteile aufkauft, vorgeblich, um in Europa Fuß zu fassen. Da erfährt er, dass seine älteren Töchter ihre Anteile ebenfalls verkauft haben, womit er den Einfluss auf seine Brauerei zu verlieren droht. Er fragt sich, wieso eine große amerikanische Brauerei so viel Geld in die Hand nimmt, um ein belgisches Unternehmen zu übernehmen. Um Antworten zu erhalten, sucht er den alten Noël auf, der ihm die Geschichte von Charles Steenfort und Franz Texel erzählt. Trotz seines Vorkaufsrechtes, hat Adrien nicht die Mittel, die Anteile zu halten. Bei einer Unterredung mit Bachelard, einem der letzten Aktionäre, verhöhnt ihn dieser. Seine selbstherrliche Alleinherrschaft fände nun endlich ein Ende. In folgenden Handgemenge erleidet Adrien einen Zusammenbruch. Nach vier Tagen erwacht er im Krankenhaus. Die Frist des Vorkaufsrechtes ist verstrichen. Adrien ist entsetzt darüber, dass er sich nicht um Garcin kümmern konnte. Als er wieder auf den Beinen ist, Garcin aufsucht, um diesen zu versorgen, ist der allerdings bereits tot. Verzweifelt steckt er dessen Leiche und den Raum in Brand und erschießt sich anschließend selbst.
Um doch noch dem Schicksal der Komplettübernahme zu entgehen, sieht sich Julienne gezwungen, Michael Fenton zu heiraten, um so zum Brauunternehmen Fenton-Steenfort zu fusionieren, um eine knappe Mehrheit gegenüber Texel zu erhalten.

### Jay, 1973
Fenton-Steenfort zählt nicht mehr zu den größten Brauereien Europas, sondern rutschte auf den zwölften Rang ab. Texel versucht nach wie vor, seinen Einfluss auf Steenfort zu mehren, was Julienne bislang erfolgreich abwehren konnte. Als geschiedene Frau lebt sie zusammen mit ihrem erwachsenen Sohn Francois. Dieser ist künstlerisch begabt und erhielt von ihr eine Anstellung in der Werbeabteilung der Brauerei. Julienne lernt den attraktiven amerikanischen Reporter Jay kennen. Eine Liebschaft entsteht zwischen beiden und verschafft Julienne neue Lebensfreude, angesichts der drohenden Übernahme. Jay hinterfragt die Beweggründe von Texel, wären es denn nicht Verwandte? Julienne verweist auf das auf Deutsch verfasste Tagebuch ihrer Großmutter Margrit. Charles war unfruchtbar, nicht Elise De Ruiter. Pieter Texel war also der Sohn von Adrienne und Franz. Ihr Vater Adrien tatsächlich der Sohn von Noël, was er nie erfuhr. Mit Margrits Geld gründete Pieter eine kleine Brauerei in Minneapolis, die im Laufe der Zeit zur größten der Welt wurde. Seinen Hass auf die Steenforts gab Pieter an seine Nachkommen weiter.
Die schottische Fenton-Brauerei wurde von Michael zugrunde gewirtschaftet und steht inzwischen unter staatlicher Aufsicht und zum Verkauf. Texel nimmt erneut unverhältnismäßig viel Geld in die Hand, um Steenfort zu übernehmen. Julienne erscheint es kaum möglich, die geforderten 500 Millionen Francs für die vakanten Anteile aufzuwenden, zumal Texel eine Milliarde bot. Im Wissen, dass sich Christopher J. Texel, der Präsident von Texel Europe, derzeit in Brüssel befindet, versucht sie, diesen zu stellen. Sie wird nicht empfangen, stürmt jedoch in die Versammlung. Dort erkennt sie ihren Jay als Christopher J. Texel. Er machte ihr scheinbar etwas vor, nutzte sie aus. Ihre Naivität und das gebrochene Vertrauen lassen sie verzweifeln.
Die Führung des Unternehmens schreibt sie nun ab. Mithilfe eines wohlwollenden Bankdarlehens möchte sie dennoch bei der Auktion erscheinen und mitbieten, um zumindest ihren guten Willen zu zeigen, sowie ihre Würde als Geschäftsfrau zu wahren, selbst, wenn Texel sie mit Leichtigkeit überbieten könnte. Nachdem sie ihr Gebot abgab, öffnet der Notar den Umschlag mit Texels Vorschlag. Zur Überraschung der Anwesenden befindet sich darin ein Brief von Christopher „Jay“ Texel. Dieser verzichtet auf ein Gebot und gesteht Julienne seine Liebe. Gerührt verlässt sie das Gebäude und trifft auf Jay. Die gegenseitige Liebe führt zur Absicht, das Joint Venture Fenton-Steenfort-Texel Europe zu begründen.

### Frank, 1997
Frank, wie sich Francois Fenton, Juliennes Sohn, inzwischen nennt, wird nach sieben Jahren aus dem Gefängnis von Minneapolis entlassen. Er galt als beliebter, umgänglicher Häftling, dem es sogar gestattet war, im Gefängnis eine kleine Brauerei zu betreiben. Nach seiner Haftentlassung lässt er sich auf eine Affäre mit seiner schönen Anwältin ein. Zu seiner Mutter hatte er seit seiner Verurteilung keinen Kontakt mehr, sie konnte ihm seine vermeintliche Tat nie vergeben, ist inzwischen als Archäologin tätig.
Es folgt ein Rückblick auf das Jahr 1988. Frank besuchte seine Mutter und Jay in Amerika. Von Jay erhielt er Tadel für seine sinnlos im Filmgeschäft versenkten Firmenmillionen, was nicht dem Wesen einer Brauerei entspräche. Er entzog ihm zudem die Leitung von Fenton-Steenfort-Texel Europe, da er ihn in Amerika unter die Fittiche nehmen und auf die vernünftige Unternehmensleitung vorbereiten wollte. Jay besaß keine eigenen Kinder, Julienne war für gemeinsame Kinder bereits zu alt.
Die beiden begingen einen gemeinsamen Jagdausflug. Dabei wurde Jay hinterrücks von einem Unbekannten in Kopf und Brust geschossen. Die Verfolgung des Täters misslang Frank, aber da seine Fingerabdrücke an der Waffe waren und er ein Motiv besaß, wurde er für den versuchten Mord an Jay angeklagt und schließlich verurteilt. Niemand schenkte ihm Glauben und nach Jahren im Koma verstarb Jay. Die Leitung von Texel ging an Danielle und Robert De Bruyne, Kinder seiner Tante Fernande, die seinerzeit ihre Anteile an Texel verkaufte und damit ihren Vater Adrien verriet.
Als Frank diese nach seiner Haft aufsucht, reagieren diese empört, lassen diesen vom Sicherheitsdienst verprügeln und des Firmengebäudes verweisen. Frank wird vom Polizisten Sergeant Richmond aufgesucht. Dieser erinnert ihn daran, nicht über die Stränge zu schlagen, immerhin sei er auf Bewährung. Der Polizist und Farmer „Chief“ unterstützt ihn dabei, das Familienanwesen am See auf Vordermann zu bringen und bietet ihm an, mit ihm selbst eine kleine Brauerei zu errichten. Unterstützt werden sie dabei von seiner jungen Tochter, die sich in Frank verliebt, sowie weiteren zwei Häftlingen, die ebenfalls auf Bewährung entlassen wurden und Frank schon im Gefängnis assistierten. Warum er ihm helfe? Der „Chief“ habe ein Gespür für Verbrecher, Frank wäre keiner. Nach Rezepten aus dem Tagebuch von Margrit wird das „Black Bear“ 1998 zu einem Erfolg.
Durch Zufall entdeckt Frank in einer Reinigung die Jacke des seinerzeitigen, mutmaßlichen Täters. Auch dieser fehlt ein Knopf, den er seitdem als „Andenken“ um den Hals trägt. Er fängt den Besitzer ab, den damaligen Diener der De Bryunes. Für die Tatzeit hatte er ein Alibi, das sich nach Befragung einer damaligen Bediensteten aber als falsch herausstellt. Franks Anwältin schafft es, das Verfahren wieder aufzurollen. Es stellt sich heraus, dass Danielle und Robert De Bruyne den Mord an Jay in Auftrag gaben, um Zugriff auf die Unternehmensführung von Texel zu erhalten. Dafür werden beide, wie auch der Täter, schließlich verurteilt, das Urteil gegen Frank aufgehoben. Frank versöhnt sich mit seiner Mutter, die sich dafür entschuldigt, ihm nicht geglaubt zu haben.
Der Chief und seine Tochter Pauline befürchten, dass Frank sie nun, als neuer Leiter von Texel, nicht mehr kennen würde und nun wieder in seiner Welt wäre. Da erscheint Frank in der kleinen Black Bear-Brauerei. Er bittet um Paulines Hand und möchte sie mit nach Europa nehmen, wo beide heiraten. Die Saga endet damit, dass Frank die Verfilmung der Familiengeschichte der Texels und Steenforts überwacht. Komplett in Texel aufgegangen, ist der Brauername Steenfort inzwischen verschwunden. Nur in Dorp erinnert daran noch das Steenfort-Museum.

### Die Steenforts
Dieser nach Abschluss der Hauptreihe erschienene Sonderband schildert in Kurzgeschichten Ereignisse und Personen, die während der Haupthandlung nicht auftreten oder nur erwähnt werden, zur Vertiefung der Handlung oder zu besserem Verständnis. Die deutschsprachige Gesamtausgabe von comicplus+ setzt diese in die chronologisch korrekte Reihenfolge. So beginnt die Handlung dort mit Dorp, 1849, der dann der reguläre Band Charles, 1854 folgt.
Dorp, 1849: Die Mutter des vierzehnjährigen Charles verstirbt beim Maischen in der Brauerei von De Ruiter. Eine harte Arbeit, die damals vor allem von Frauen ausgeübt wurde. Die Gleichgültigkeit, mit der De Ruiter dem Tod der „austauschbaren“ Arbeiterin begegnet, erschüttert Charles. Auch sein älterer Bruder Louise, der auf eine Stelle als Fuhrknecht bei De Ruiter hofft, reagiert nur zynisch auf den Tod der Mutter und drängt Charles, er solle nun, zusätzlich zu seiner täglich zwölfstündigen Arbeit in der Brauerei, zudem als Schmiedegehilfe arbeiten. Charles erinnert sich an einen Brief von einem Cousin seiner Mutter, einem Mönch in einem Kloster in den Ardennen. Nachts stiehlt er sich zu diesem davon. Vor den Toren des Klosters wird er für eine weitere hungernde Waise gehalten, bis Joseph den Brief an seine Cousine Catherine Steenfort erblickt. Vorübergehend wird Charles daher als Novize angenommen.
München, 1886: Der Neffe und Adoptivsohn des Brauereibesitzers Charles Steenfort, Noël, reist nach München, um dort unter Gabriel Sedlmayr die neuesten Techniken und Kenntnisse der Braukunst zu erlernen. In einem Varieté wird dem unscheinbaren und unbeholfenen Noël von einem Kuppler die schöne Luxuskurtisane Margrit als aus einem Haus verarmter Landadeliger Stammende vorgestellt, der er sofort verfällt. Margrit Feldhof hält Noël für „dick, naiv, schüchtern und nett“, sieht in ihm aber ein Mittel zu gesellschaftlichem Aufstieg, sowie die Möglichkeit, München und die Prostitution zu verlassen. Ihr völlig verfallen, heiratet Noël Margrit noch vor seiner Rückkehr nach Belgien.
Dorp, 1902: Die Ehe zwischen Charles und Elise war stets eine reine Vernunftsehe. Aufgrund der Kinderlosigkeit wurde Charles' Neffe Noël adoptiert. Sie versuchte, sich in die Betriebsleitung einzumischen und Charles verließ sie daraufhin für Margrit und errichtete eine eigene Brauerei. Diese Schmach ließ sie geisteskrank werden und in einem Irrenhaus landen. Als sie diesem entflieht, sucht sie Adrien auf, den jungen Sohn von Charles und Margrit. Mit Waffengewalt möchte sie diesen entführen, denn er sei der Sohn, der ihr stets versagt blieb. Bei ihrer Verfolgung durch Margrit stürzt sie in einen Fluss und kommt schließlich unter dem Mühlenrad einer Wassermühle ums Leben.
An der Front, 1918: Das Zusammentreffen mit Hauptmann Stroem veränderte Adrien, nachdem er durch diesen versehentlich über ihre Vergangenheit seiner Mutter als Prostituierte in München erfuhr. Verbittert hat Adrien seine Scheu überwunden, als Halbdeutscher Deutsche zu töten und meldet sich freiwillig zu einem gewagten Angriff auf eine deutsche Stellung. In deutscher Uniform und mit Hilfe seiner Sprachkenntnisse dringt er darin ein und tötet die Besatzung. Die Vergangenheit seiner Mutter scheinen zu einem Bruch mit seiner deutschen Hälfte geführt zu haben.
Dorp, 1932: Diese Kurzgeschichte zeigt, wie es zum Brand in Adriens Brauerei und dem Tod seines Sohnes Charles kam. Wie jeden Sonntag unterrichtet Servais Charles in der Braukunst. Da sie die Brauerei für leer und alle Dorfbewohner bei der Wahlfeier vermuten, dringt Garcin mit zwei Schergen in diese ein und vergießt Benzin. Als Servais hinzustößt und die Lage erkennt, versucht er sich zu widersetzen, wird dann aber niedergeschlagen und bewusstlos liegen gelassen. Als er durch Charles geweckt wird, steht die Brauerei schon lichterloh in Flammen. Bei der Flucht nach draußen werden beide voneinander getrennt und Charles findet den Tod.
Brüssel, 1938: Nach dem Tod seines Sohnes schwor Adrien Rache an Garcin, der sich zunächst ins Ausland absetzte. Nach dessen Rückkehr nach Brüssel fängt ihn Adrien nach einer Versammlung der Rexisten in dessen Wagen ab und zwingt ihn unter vorgehaltener Waffe zur Fahrt zur abgebrannten Brauerei. Er führt ihn in einen Kellerraum, wo er Garcin an die Wand kettet. Anschließend mauert er den kleinen Raum, bis auf ein kleines Loch zu. Er erklärt Garcin, er werde am Leben bleiben. Aber er werde leiden, für den Tod seines Sohnes. Er werde stets Essen und Medikamente erhalten, aber nie mehr freikommen.
Brüssel, 1943: Adrien brach längst mit seiner Vergangenheit bei den Rexisten. Während der deutschen Besatzung während des Zweiten Weltkrieges kollaboriert er aber dennoch vorgeblich mit den Besatzern. Diese Kurzgeschichte zeigt, wie er seinem jüdischen Bürovorsteher, samt Familie, die Flucht nach Spanien ermöglicht und diese mit Geld und gefälschten Pässen ausstattet.
Schottland, 1965: Dieses Kapitel zeigt den Tod von Michael Fentons Vater bei einem Jagdausflug, womit Michael zum alleinigen Eigner der schottischen Fenton-Brauerei wird. Julienne führt weiterhin die Geschäfte in Belgien, lehnt einen Umzug nach Schottland daher ab. Bei einem Besuch in Schottland mit dem gemeinsamen Sohn ertappt sie Michael zufällig beim Fremdgehen mit seiner neuen Assistentin, woraufhin sie die Scheidung einreicht.
New York, 1987: Dieses Kapitel zeigt, wie Francois Schmeichlern und Hochstaplern erliegt. In New York werden ihm, als Präsidenten von Fenton-Steenfort-Texel Europe, Regisseure, Künstler und Schauspielerinnen vorgestellt. Drogen und leichter Sex vernebeln seine Wahrnehmung und lassen ihn auf das Wagnis einer Filmproduktion ein, die krachend scheitert und einen millionenschweren Verlust für die Brauerei darstellt.

## Kritiken
Ralph Trommer bezeichnet Hopfen und Malz in seiner Rezension der ersten beiden Bände der Gesamtausgabe im Tagesspiegel als „Belgische Buddenbrooks“ und „Sozialgeschichte am Beispiel einer Bierbrauer-Dynastie“. Die Comicreihe sei „fundiert recherchiert und solide gezeichnet“ leide aber unter „erzählerischen Schwächen“. Er lobt, dass der Comic 150 Jahre belgische Geschichte widerspiegele. Der „epische“ Comiczyklus um die Brauer-Dynastie der Steenforts lasse an literarische Vorbilder wie Thomas Manns „Buddenbrooks“ denken, die Charaktere seien aber „ungleich grober geschnitzt“, das Geschehen werde „dramatisch und emotional so zugespitzt, wie wir es aus Trivialromanen oder Fernsehserien kennen“.

„So wie das Szenario einen guten Einblick in das Handwerk des Bierbrauens, aber auch in die gesellschaftlich-ökonomischen Hintergründe der jeweiligen Zeit gibt, so überzeugt Vallès durch sorgfältige Recherche bezüglich der Dekors, Requisiten und Kostüme, eher konservativ ist das Seitenlayout gestaltet. So spannend und wendungsreich der Comic-Zyklus insgesamt konstruiert ist, so erscheint dem anspruchsvollen Leser doch manche Zuspitzung arg kolportagehaft, manche Szene zu melodramatisch und manche Figur in ihrem Verhalten zu klischeehaft. So erscheinen die Deutschen schon als Besatzungsmacht im 1. Weltkrieg in der Verkörperung durch den als finsteren Sadisten gezeichneten blonden „General von Bissfeld“ als veritable Prä-Nazis. Francis Vallès kann diese Klischees, die an schlichte Propaganda aus der damaligen Zeit erinnern, nicht entkräften, in seinen Figurenzeichnungen unterstützt er ganz die Absichten des Szenaristen und setzt mehr auf bewährte illustrative Ausdrucksmittel denn auf Originalität. (...) Unterm Strich imponiert der Mut der Autoren, eine Storyline mit langem Atem zu verfassen, die anhand der Geschichte einer Brauerei eine sich wandelnde, langsam modernisierende Gesellschaft porträtiert. Und für Liebhaber belgischen Bieres ist „Hopfen und Malz“ ohnehin eine unterhaltsame Weiterbildungsmaßnahme.“

Bei comic.de merkt Thorsten Hanisch in seiner Rezension des zweiten Bandes der Gesamtausgabe an, es sei „beachtlich, wie stilsicher «Hopfen und Malz» auf dem schmalen Grad zwischen Unterhaltung der durchaus etwas gehobeneren Art und purem Pulp“ schwanke ohne „je abzustürzen“. Einerseits würde Zeitgeschichte mit „glaubwürdigen Charakteren“ präsentiert, andererseits würde Hamme nicht auf das „aus so vielen Comics, Romanen und Filmen bekannte, heiß geliebte hypersadistische Nazi-Kommandantenschwein verzichten“ und rausche am Ende des Bandes sogar „kurz in Richtung Gothic-Horror“ ab. Dass dies dennoch gut funktioniere läge „einzig und allein daran, dass all diese Elemente in einem ausgewogenen Gleichgewicht gehalten werden, der begnadete Autor ein wunderbares Gespür für den richtigen Rhythmus hat und die Ahnung wach wird, dass gerade die punktuellen Zuspitzungen vielleicht näher an der Realität dran sind, als sämtlicher Geschichtsunterricht dieser Welt“.

## Verfilmungen
Auch durch den Erfolg des Comics, kam es 1996 schließlich doch noch zu einer Verfilmung von „Les Maîtres de l'orge“, also für das Medium, für das Van Hamme sein Skript ursprünglich verfasste. Unter der Regie von Jean-Daniel Verhaeghe entstanden zunächst drei Teile als „Les Steenfort, maîtres de l'orge“, die sich grob an den ersten drei Comicalben orientieren. Die Hauptrollen besetzten dabei etwa Yann Trégouët als Charles, Julie du Page als Adrienne und Florence Pernel als Margrit. Bei der Umsetzung der Handlung nahm man sich jedoch einige Freiheiten. So wurde der Handlungsort nach Nordfrankreich verlegt, zahlreiche Orts- und Personennamen abgeändert, wohl als Zugeständnis an den französischen Markt, sowie einige Handlungsstränge stark verändert oder um weitere ergänzt.
Nach dem Erfolg dieser Verfilmung folgten 1999 drei weitere Teile, unter dem Namen „Le Destin des Steenfort“, mit Bernard Le Coq (Adrien) oder Nicole Courcel (Margrit) in den Hauptrollen. Gegenüber der Comicvorlage fallen hier die Änderungen noch stärker aus, als bei der ersten Verfilmung. Keine dieser französischen Fernsehproduktionen wurde bislang auf Deutsch veröffentlicht.

## Weiteres
Zur Veröffentlichung der ersten Fernseh-Miniserie gab die Produktionsfirma das Brauen eines echten Steenfort-Bieres bei der Brauerei Pipaix in Auftrag, das bei der Filmpräsentation im Brüsseler Maison de Brasseurs ausgeschenkt werden sollte. Das Bier sollte das Logo der Biermarke im Comic, wie auch die dort genannten Zutaten nutzen. Brombeeren, bzw. dehydrierte Blätter des Brombeerstrauches, und Koriander bereiteten allerdings Probleme und führten zu keinem schmackhaften Bier. Auf Nachfrage äußerte sich Jean Van Hamme, er habe sich diese Zutaten nur ausgedacht, ohne zu Bedenken, ob diese zum Brauen geeignet seien.